# Самерс (Монтана)
Самерс (енгл. Somers) насељено је место без административног статуса у америчкој савезној држави Монтана.

## Демографија
По попису из 2010. године број становника је 1.109, што је 553 (99,5%) становника више него 2000. године.
| Група             | 2000.       | 2010.         |
| Белци             | 527 (94,8%) | 1.032 (93,1%) |
| Афроамериканци    | 2 (0,4%)    | 5 (0,5%)      |
| Азијати           | 0 (0,0%)    | 8 (0,7%)      |
| Хиспаноамериканци | 22 (4,0%)   | 47 (4,2%)     |
| Укупно            | 556         | 1.109         |